# هوانگبایو
هوانگبایو (انگلیسی: Huangbaiyu) (چینی ساده: 黄柏峪村; چینی سنتی: 黃柏峪村; پین‌یین: Huángbǎiyù Cūn) روستایی در جمهوری خلق چین است. تا سال ۲۰۰۶ میلادی بیش از ۴۰ خانهٔ مستقل در آن ساخته شده بود.